# WissenHeute
„WissenHeute“ war eine Fachzeitschrift der Deutsche Telekom Training. Im Dezember 2011 wurde das Magazin nach 64 Jahrgängen mit über 750 Ausgaben eingestellt. WissenHeute ist aus den „Unterrichtsblätter der Deutschen Bundespost“ hervorgegangen.

## Geschichte

### Vorläufer (1908–1944)
Als Vorläufer ist die Unterrichtszeitung für Post- und Telegraphenbeamte anzusehen. Sie wurde 1908 vom „Verband mittlerer Reichs-Post- und Telegraphen-Beamten“ herausgegeben und erschien monatlich einmal im Verlag Deutscher Postverband, später als selbständiges Unternehmen im Verlag von R. v. Decker (G. Schenck), Berlin, bis Mitte 1940. Als erste amtliche Unterrichtszeitschrift wurde am 1. Oktober 1927 die „Postbetriebsschule, Zeitschrift für die Weiterbildung der Beamten der Deutschen Reichspost“ im Auftrage des Reichspostministeriums herausgegeben. Sie erschien in den Ausgaben »A. Postdienst«, »B. Telegraphen-, Fernsprech- und Postscheckdienst« monatlich zweimal im Verlag von R.v.Decker (G. Schenck), Berlin. Der Postscheckdienst wurde am 1. Januar 1938 in „Postdienstschule“ umbenannt und erschien letztmals am 1. September 1944.

### Unterrichtsblätter (1948–2004)
Nach dem Zweiten Weltkrieg erschien erstmals im November 1948 die Unterrichtsblätter der Verwaltung für das Post- und Fernmeldewesen des Vereinigten Wirtschaftsgebietes, im Auftrage der Hauptverwaltung herausgegeben von der Oberpostdirektion Hamburg. Am 21. April 1950 erfolgte die Änderung der Bezeichnung in Unterrichtsblätter der Deutschen Bundespost. Die amtliche Zeitschrift der Deutschen Bundespost diente zur Vermittlung des fachlichen Grundwissens, im Auftrag des Bundesministers für das Post- und Fernmeldewesen. Wie bereits die Vorkriegsausgaben erschienen die Unterrichtsblätter in zwei unterschiedlichen Ausführungen.
- A: Postwesen: monatlich zweimal, seit dem 1. Juli 1953, herausgegeben vom Posttechnischen Zentralamt in Darmstadt.
- B: Fernmeldewesen: monatliches Doppelheft, herausgegeben von der Oberpostdirektion Hamburg.

Zu beziehen waren beide Ausgaben durch die Post, beim Verlagspostamt Hamburg 1. In den Anfangsjahren waren diese für die Postbeschäftigten kostenfrei zu beziehen. Spätestens ab 1953 wurde ein Bezugspreis für die Ausgabe A von 0,25 Deutsche Mark und für die Ausgabe B von 0,30 DM monatlich verlangt.
Sie diente der Aus- und Fortbildung, sollte die Nachwuchskräfte über die Betriebsvorgänge und Betriebsmittel unterrichten und den anderen im Fernmeldewesen tätigen Kräften den Blick weiten für die Zusammenhänge zwischen der ihnen zufallenden Arbeit und der Gesamtaufgabe. Die Auflage stieg bis auf 40.000 Exemplare.
Mit der Privatisierung der Deutschen Bundespost in die drei Aktiengesellschaften Deutsche Post AG, Deutsche Telekom AG und Deutsche Postbank AG, führte die Deutsche Telekom die Unterrichtsblätter weiter. Es folgte eine leichte Namensänderungen. Die letzten Unterrichtsblätter erschien mit Heft 2/2004 am 10. Februar 2004 unter dem Namen: Deutsche Telekom – Unterrichtsblätter – Die Fachzeitschrift der Deutschen Telekom für Aus- und Weiterbildung.
- Unterrichtsblätter der Deutschen Bundespost Ausgabe B Fernmeldewesen (April 1950 bis Dezember 1987)
- Unterrichtsblätter Fernmeldewesen (Januar 1988, erstes Titelbild, bis Dezember 1989)
- Unterrichtsblätter der Deutschen Bundespost TELEKOM (Januar 1990 bis Dezember 1991)
- Telekom – Unterrichtsblätter – Die Fachzeitschrift der Telekom für Aus- und Fortbildung (Januar 1992 bis Dezember 1994)
- Deutsche Telekom – Unterrichtsblätter – Die Fachzeitschrift der Telekom für Aus- und Fortbildung (Januar 1995 bis Februar 2004)

### WissenHeute (2004–2011)
Mit der Märzausgabe 2004 im 57. Jahrgang wurde der Name auf „WissenHeute – Fachzeitschrift der Telekom Training für Technik, Wirtschaft und Kommunikation“ geändert. Bis Ende 2010 erschien die Zeitschrift monatlich, erst im letzten Ausgabejahr 2011 wurde auf zweimonatliches Erscheinen umgestellt. Zuletzt gab es noch fast 10.000 Abonnements. Als Abschiedsgeschenk erhielten die Abonnenten eine DVD mit allen Ausgaben von 1981 bis 2011 sowie das komplette Inhaltsverzeichnis ab 1948 als durchsuchbare PDF-Dateien.
Die Redaktion hatte ihren letzten Sitz in Ashausen einem Ortsteil von Stelle (Landkreis Harburg).